# Кроче (Лука)
Кроче је насеље у Италији у округу Лука, региону Тоскана.
Према процени из 2011. у насељу је живело 69 становника. Насеље се налази на надморској висини од 380 м.